# Elecciones legislativas del Imperio ruso de 1906
Elecciones legislativas se llevaron a cabo en el Imperio ruso desde el 26 de marzo hasta el 20 de abril de 1906. En juego estaban los 478 escaños en la Duma Estatal del Imperio Ruso, asamblea legislativa establecida tras el Manifiesto de Octubre. Las elecciones para la Primera Duma Estatal dieron fuerza a un bloque significativo de socialistas moderados y dos partidos liberales que exigieron nuevas reformas. Por esta razón, a veces se la llama Duma del Enojo Público (Дума народного гнева).

## Resultados
|  | 35.8 % |

|  | 22.1 % |

|  | 14.1 % |

|  | 12.1 % |

|  | 6.8 % |

|  | 3.6 % |

|  | 2.8 % |

|  | 2.6 % |